# LUKoil-Avia
LUKoil-Avia (En ruso: ЛУКойл-Авиа) es una aerolínea basada en el Aeropuerto Internacional de Moscú-Sheremétievo en Moscú, Rusia. Es propiedad de la empresa petrolera LUKoil, que es la mayor explotadora de petróleo en Rusia. La aerolínea ofrece principalmente vuelos chárter a nivel nacional e internacional.

## Historia

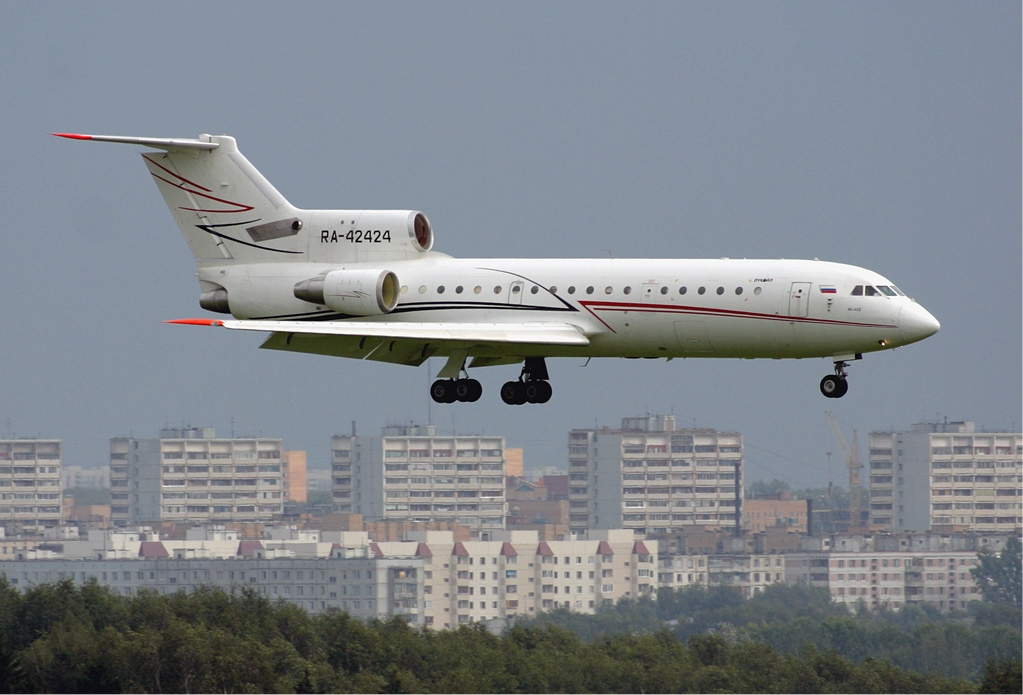
Un Yakovlev Yak-42 de la aerolínea.

La aerolínea se fundó el 27 de septiembre de 1994 para satisfacer las necesidades de transporte de pasajeros y carga de la empresa petrolera rusa LUKoil. Su flota inicial consistía en dos aviones Yakovlev Yak-40, los cuales estaban basados en el Aeropuerto Internacional de Moscú-Sheremétievo. Al pasar los años se fueron adquiriendo nuevos aviones; se adquirió un Boeing 737 y nuevos helicópteros Mil Mi-8. Actualmente la aerolínea ofrece solamente vuelos chárter, tanto dentro como fuera de Rusia. Tiene dos bases secundarias, en Majachkalá y en Kalinigrado.

## Flota

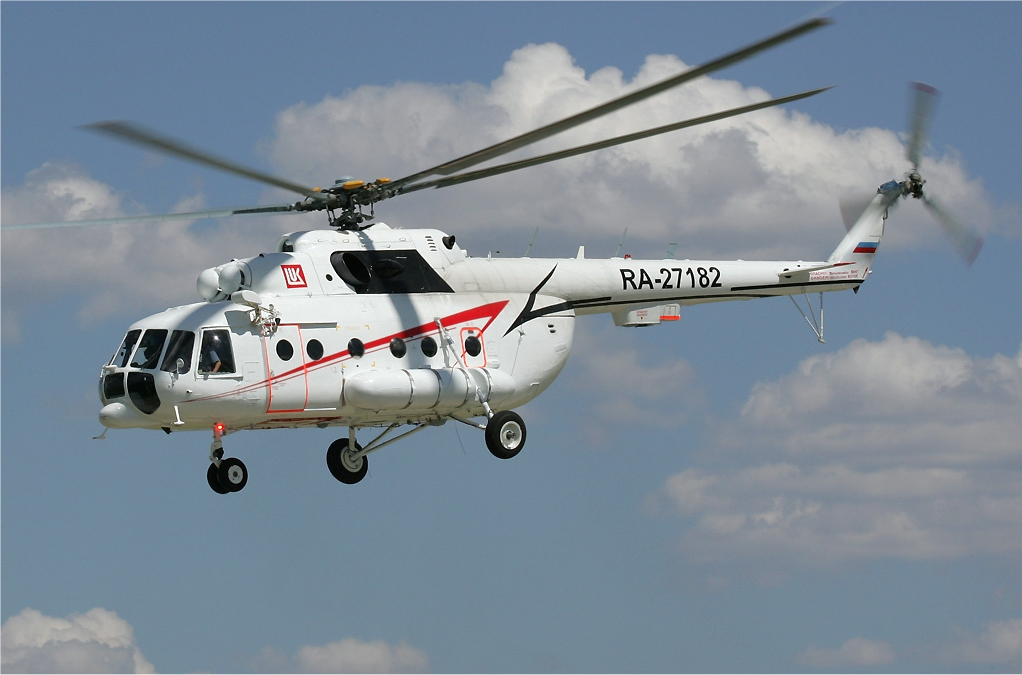
Un Mi-17 de la aerolínea en Yakutsk.

- 1 Boeing 737-700
- 2 Bombardier Challenger

- 1 British Aerospace BAe 125
- 1 Dassault Falcon 900
- 2 Yakovlev Yak-40
- 1 Yakovlev Yak-42